# Jaegerina formosa
Jaegerina formosa är en bladmossart som beskrevs av Bescherelle 1880. Jaegerina formosa ingår i släktet Jaegerina och familjen Pterobryaceae. Inga underarter finns listade i Catalogue of Life.